# Jean André Valletaux
Jean André Valletaux, aussi appelé sieur de la Plante, dit « La Côte », né le 23 novembre 1757 à Hiersac (Charente) et mort le 23 juin 1811 à Quintanilla-del-Valle (Espagne), est un général et homme politique français de la Révolution et de l’Empire, tué au combat pendant la guerre d'indépendance espagnole.

## Biographie
Né dans une famille d'un père agriculteur, André Valletaux, sieur de la Plante, et de Marie Valletaux, Jean André Valletaux entre au service comme simple soldat dans le régiment d'Aunis (31e régiment d'infanterie de ligne) le 1er décembre 1779, dans lequel un de ses frères sert déjà en qualité d’officier. Il devient caporal le 16 décembre 1780, sergent le 1er février 1782, sergent-major le 1er septembre 1786 et enfin adjudant-sous-officier le 15 septembre 1791, en pleine Révolution.

### Soldat de la garde constitutionnelle
Sous l'ordre du ministre de la Guerre, il est choisi pour remplir les fonctions d'adjudant-sous-officier dans la Garde constitutionnelle du Roi Louis XVI. Il sert dans ce dernier corps lorsque, le 20 juin 1792, le peuple, échauffé par les Jacobins, force l'entrée du palais des Tuileries, fait irruption dans les appartements et contraint le roi à se coiffer du bonnet rouge. L'adjudant Valletaux, qui n'est pas de service, vient au palais et se présente dans l'appartement du roi au moment où la reine Marie-Antoinette, tenant le dauphin dans ses bras, y entre par une autre porte. Il protège la souveraine en s'interposant face aux révolutionnaires. Une personne de la Cour lui fait l’observation que ses expressions sont déplacées en présence de Leurs Majestés, la reine, qui a entendu l'interlocuteur, se hâte d'intervenir en disant: «Ah! Laissez-le dire; plût à Dieu que tous les Français lui ressemblassent!». Le lendemain, la reine lui fait donner un logement au Garde-Meuble.
Bien que la Garde constitutionnelle du Roi ait été licenciée peu de temps après, il ne quitte cependant pas Paris, quoique sans emploi. Dans la journée du 10 août, il se rend encore au palais des Tuileries et rejoint les serviteurs qui entourent le Monarque pendant que l’on massacre les Gardes suisses  dans les cours du château. Quelques personnes donnent au roi le conseil de prendre une résolution énergique, mais Louis XVI veut éviter une effusion de sang. Tout à coup une députation de l'Assemblée législative, qui a traversé le jardin, arrive aux Tuileries, se présente au roi et l'engage à se réfugier avec sa famille au sein de l'Assemblée. C'est alors, parmi les assistants, un sauve-qui-peut général. L'adjudant Valletaux descend, avec quelques autres personnes, dans les cuisines donnant sur le jardin des Tuileries, espérant y trouver une issue. Mais tout est fermé et il faut perdre quelques minutes pour enfoncer une porte. Pendant ce temps, les Jacobins, armés de piques, envahissent le jardin. Valletaux parvient néanmoins à se faire jour, accompagné de deux grenadiers et il se dirige du côté de l'Assemblée législative, où il a l'intention de chercher un refuge. Ses deux camarades sont massacrés au moment où ils mettent, tous les trois, le pied sur le seuil de la porte de la salle des représentants. Valletaux réussit à se sauver et parvient à se réfugier dans sa chambre.
Pendant la nuit qui suit cette journée, les assassins, courant de porte en porte, recherchent dans leurs logements les anciens gardes du roi dont ils ont décidé l‘immolation. Plusieurs de ces militaires sont arrêtés, puis conduits à la prison de l'Abbaye, où ils sont égorgés avec les Suisses dans les journées de septembre. L'adjudant Valletaux, lorsqu'il entend les pas des égorgeurs se rapprocher du local qu'il habite, se revêt à la hâte de son ancien uniforme du régiment d'Aunis, qu'il a heureusement conservé parmi ses effets, et affirme aux émeutiers qui pénètrent chez lui qu'il appartient au 31e régiment d'infanterie, ce qui le sauve.

### Ascension militaire et faits d'armes
Quelques jours après, des officiers du 4e bataillon de volontaires de la Charente, qui viennent d'arriver du camp de Soissons à Paris et demandent à Valletaux s'il lui convient d'être leur chef. Il accepte la proposition et se rend au camp, où il est élu chef de bataillon et prend le commandement.
Le 9 pluviôse an II (29 janvier 1794), il est nommé chef de la demi-brigade des Lombards et reçoit les épaulettes de général de brigade le 23 Vendémiaire an III (13 octobre même année). Ces deux grades sont les résultats de sa participation aux trois premières campagnes à l'armée du Nord, des Côtes-de-Brest et des Côtes-de-l'Océan. Il a également été blessé au siège de Bois-le-Duc par un boulet.
Le 1er pluviôse an III (20 janvier 1795), il passe à l'armée des côtes de Brest, sous les ordres de Hoche. Il commande la colonne du centre lors de l'attaque et la prise du fort Penthièvre, le 2 thermidor suivant (20 juillet) où il reçoit un sabre d'honneur. Il est écrit à ce propos dans les Victoires et Conquêtes, page 221, tome IV : « La colonne du général Valletaux arrive la première au pied du retranchement des Royalistes et commence aussitôt l'attaque. Les Chouans qui gardaient les avant-postes sont surpris et égorgés. L'alarme se répand sur la ligne et autour du fort. Les canonniers émigrés sont à leurs pièces et font feu sur les Républicains, qui n'ont point d'artillerie à opposer à celle de leurs ennemis. L'humidité a d'ailleurs rendu leurs fusils inutiles ; la baïonnette seule leur reste pour combattre. Mais comment atteindre un ennemi retranché dans des ouvrages d'un difficile accès ? Le général Valletaux donne l'exemple, et s'élance sur les retranchements. Il est repoussé, ainsi que tous ceux qui l'ont suivi. La colonne du général Humbert s'avance avec une égale intrépidité sur les points qui lui ont été désignés : mais, doublement foudroyés par l'artillerie des émigrés et par les chaloupes anglaises qui se sont rapprochées de la côte, les Républicains sont ébranlés, oublient leur audace accoutumée et rétrogradent. Le vigilant Hoche accourt pour remédier au désordre. Lui-même se porte en avant avec quelques braves; mais il reconnaît l'impossibilité de franchir les obstacles qui lui sont opposés. Le général Botta est blessé mortellement d'un coup de biscaïen. Son escorte épouvantée fuit en désordre. Tout semblait perdu. Le général Hoche, frémissant de rage et croyant avoir donné dans un piège, se disposait à ordonner la retraite, lorsqu’un bruit sourd et confus se fait entendre tout à coup. Les soldats s'écrient : « Ce sont les nôtres qui ont pénétré dans le fort ! » Hoche et les conventionnels Blad et Tallien, qui avaient suivi ce général jusque sous le feu des batteries, élèvent leurs regards sur le fort, alors éclairé par les premiers rayons du soleil. Quelle est leur surprise ! l'étendard tricolore a remplacé le drapeau blanc. Le cri de Victoire ! vole aussitôt de bouche en bouche. Il est répété par les Républicains, qui paraissent en cet instant sur les remparts du fort. » C'était Valletaux qui venait de s'en emparer...

### Administrateur et légionnaire
Nommé au commandement du département des Côtes-du-Nord après l'affaire de Quiberon, il contribue à la pacification du pays. Un arrêté du Directoire du 1er vendémiaire an V (22 septembre 1796) ayant supprimé l'état-major de l'armée des côtes de l'Océan, il demeure quelque temps sans emploi. Bernadotte, général en chef de l'armée de l'Ouest, le remet provisoirement en activité le 27 thermidor An VIII (15 août 1800), position dans laquelle il reste jusqu'au 10 frimaire an IX (1er décembre 1800).
Élu membre du Corps législatif le 7 ventôse an X (27 février 1802), il siège dans cette assemblée jusqu'en 1809. Le 4 frimaire an XII (26 novembre 1803) le Premier Consul Bonaparte le fait membre de la Légion d'honneur, et le 25 prairial suivant (14 juin 1804) il lui remet les insignes d’officier de l'Ordre.
En quittant le Corps législatif en 1809, il demande à rentrer au service actif, et le 10 juin il obtient d'être employé à l'armée de réserve d'Allemagne et est nommé gouverneur de la ville de Bois-le-Duc. Il passe ensuite, le 8 août, à l'armée du Nord et prend le commandement d'une brigade dirigée sur Anvers, qui est attaquée par les Anglais. Il contribue à repousser les tentatives de l'ennemi et le 26 septembre, après la cessation des hostilités, il retourne dans ses foyers.

### Général d'Empire
Le 11 avril 1810 il est appelé à l'armée d’Espagne pour commander la 3e brigade de la division du général Bonet, formant l'arrière-garde du corps du duc d'Istrie, le maréchal Bessières qui opère dans les Asturies. Le général Bonet, secondé par les officiers de sa division, défait successivement les partis ennemis. Son quartier-général est placé à Oviedo. Ses troupes occupent Grado et tout le pays entre Santander et Léon et peuvent se porter en Galice, si la circonstance l‘exige.
Juan Díaz Porlier (dit le « Marquesito ») a réuni à Potes un parti qui prend chaque jour de nouvelles forces. Se repliant devant le général Serras, que le général Kellermann a envoyé pour dissiper ses troupes, le Marquesito, dans le courant de septembre, s'est jeté dans les Asturies espérant attaquer avec succès le général Bonet dans Oviedo. Le 14 de ce mois, les avant-postes français découvrent le chef espagnol, qui s'est avancé à quatre lieues de la ville à la tête de trois mille hommes. Bonet marche contre lui, l'attaque, lui tue quatre mille hommes, détruit presque entièrement sa cavalerie, lui fait plus de trois cents prisonniers, et disperse le reste. 
Le 17 octobre, Portier, déjà battu par le général Bonet, se présente tout à coup devant Gijón, port de la côte des Asturies, au moment où une escadre anglaise et espagnole s'approche du port et débarque deux mille cinq cents hommes de troupes, et force le colonel Cretin à se replier à une lieue de la ville ; mais le lendemain le colonel a reçu des renforts suffisants, marche sur Gijón et force l'ennemi à se rembarquer précipitamment en laissant plusieurs centaines de tués et de blessés sur la plage. 
Deux jours après, le 20 du même mois, un corps de cinq à six mille Galiciens vient attaquer sa brigade à Fresno et à Grado mais cette nouvelle tentative des Espagnols n'a pas plus de succès que celle tentée trois jours auparavant sur Gijón. Le 20 octobre 1810, un corps de 5 000 Galiciens se porte devant l'avant-garde du corps d'armée français qui occupe le Royaume de León. Cette avant-garde est postée près d'Oviedo. Il a 1 500 hommes ;  il marche en direction de l'ennemi et le rencontre au village de Fresno ; une fusillade s'engage. Les Galiciens, supérieurs en nombre, dirigent leurs efforts sur le centre français ; ils gagnent du terrain et manœuvrent pour entourer nos deux ailes, après les avoir isolées l'une de l'autre. Après avoir reçu des renforts, il en profite pour tourner la gauche des Espagnols, manœuvre qui les oblige à se reporter en arrière. Le centre français peut alors rentrer en ligne et reprendre ses positions. L'ennemi, enfoncé à son tour, se retire en désordre. Les Espagnols sont encore battus et chassés au-delà de la Narcea, après avoir perdu beaucoup de monde.
Le 29 novembre au matin, un corps de 6 000 hommes de l'armée de Galice se porte sur l'avant-garde du général Bonet, commandée par le général Valletaux et postée en avant d'Oviedo, mais est repoussé une nouvelle fois. Les reconnaissances françaises trouvent l'ennemi à cheval sur les routes de Miranda et de Belmonte. Il forme son centre de huit compagnies, sous le commandement du chef de bataillon Andreossy et se place lui-même à Fresno avec un bataillon du 118e régiment. Les Espagnols se présentent et couronnent tous les mamelons de la montagne. La fusillade s'engage. L'ennemi le centre des Français, qu'il espère enfoncer ; il a réussi à gagner un espace de terrain assez étendu et manœuvre pour entourer les deux ailes françaises, dès qu'il les a isolées l'une de l'autre, lorsque le chef de bataillon Lenouand arrive sur la position avec quelques renforts. Il profite de cet événement pour détacher deux compagnies du 118e, chargées de tourner la gauche de l'ennemi. Ce mouvement réussit et force l'ennemi à se porter en arrière. Le centre peut alors rentrer en ligne et reprend aussitôt ses positions. Les Espagnols, enfoncés à leur tour, sont obligés de se retirer en désordre et les Français les poursuivent jusque dans Belmonte et Miranda.

### Dernière bataille
Le Marquesito, refoulé dans les montagnes, ne tarde pas à y réunir de nouvelles forces, et, vers la fin du mois de février 1811, il en redescend avec une bande de 3 à 4 000 hommes. Battu, il court se réfugier dans les montagnes de Merès, où, selon leur coutume, ses guérillas se dispersent.
Le 9 mars suivant, le général Bonet, informé que Porlier réunissait son monde pour se porter vers les frontières de Galice, ordonne une forte reconnaissance sur la Navia. Le général Valletaux, chargé de cette opération, marche dans la direction indiquée ; mais ses recherches sont vaines et il revient à Tineo sans avoir pu rencontrer l'ennemi. Cependant, ayant appris, peu après, qu’un détachement considérable occupe vers Cangas de Tineo la forte position de Puelo, il se porte à la rencontre de l'ennemi.
Le 18, au matin, la colonne française, forte de 1 500 hommes, attaque la montagne escarpée de Puelo, défendue par 6 000 guérillas. Le capitaine Pellerin, à la tête d’une compagnie de grenadiers, enlève à la baïonnette un rocher sur lequel l'ennemi appuie sa défense, pendant qu’une compagnie de voltigeurs pénètre dans le village adossé au rocher. Les Espagnols, surpris par cette double attaque, lâchent pied, abandonnant leurs morts, leurs blessés et une centaine de prisonniers. Le duc d'Istrie, commandant l'armée du Nord en Espagne, ayant appris qu'un rassemblement de Galiciens se forme dans la vallée du Vierzo, détache le corps du général de division Bonet sur Léon pour assurer les communications entre cette ville et les Asturies. L'avant-garde espagnole se présenta sur Benavidès ; mais elle est attaquée et repoussée par le général Valletaux, qui se porte à sa rencontre avec trois bataillons et soixante chasseurs. Les tirailleurs français poursuivent les fuyards jusqu'à Quintanilla del Valle, où l'armée ennemie, forte de 7 000 combattants, a pris position. Valletaux veut se retirer avec ses hommes mais, engagé trop en avant, il se résout à attaquer les Espagnols.
Les Français marchent sur l'ennemi, le repoussent et le contraignent à prendre une nouvelle position au-delà du village qu'ils viennent d'enlever. Pour assurer ce succès, il envoie le 119e régiment d'infanterie prendre poste à droite au-delà du village, et place le 122e en face des colonnes ennemies qui se forment sur les routes de Fontoria et de Quintana-Dejor, tandis que le chef de bataillon Durel tient en respect sur la gauche un détachement de troupes venu d'Astorga et qui s'efforce de le tourner. Le combat ne tarde pas à s’engager de nouveau, mais les soldats français restent maîtres du champ de bataille après avoir infligé des pertes de six cents hommes à leurs adversaires. Les colonnes ennemies se retirent au-delà d'Astorga. Cette journée vit toutefois pour les Français la mort du général Valletaux, tué dans l'action lors d'une attaque espagnole. 
L'Empereur ignore encore la mort du général Valletaux lorsqu'il le nomme commandant de la Légion d'honneur par décret du 14 juillet 1811. Il est élevé au grade de général de division à titre posthume.

### Mariage et descendance
Il a épousé, en 1802, Marie-Thérèse Rouxel de Maisonneuve, fille d'un négociant armateur au Légué (port de Saint-Brieuc). De ce mariage nait une seule fille, Marie-Thérèse, qui a épousé, en 1826, François Le Pomellec (1793-1853), armateur et maire de Saint-Brieuc, chevalier de la Légion d'honneur, membre du Conseil général du département des Côtes-du-Nord et président de la Société d'agriculture.
En 1796, Valletaux achète le château de Bienassis, bien national depuis la Révolution, revendu moins de cent ans plus tard, en 1880, par ses descendants, la famille Le Pomellec, à l'amiral Jules de Kerjégu.

### Hommage posthume
Le nom du général avait été omis sur les tables gravées sous les voûtes de l'arc de triomphe de l'Étoile jusqu'à l'intervention du maréchal Soult, qui permet de graver le nom de Valletaux à la fin de la nombreuse liste des militaires français. Le général Valletaux est fait commandeur de la Légion d'honneur à titre posthume, dignité post mortem accordée par l'Empereur en personne l'élevant de fait au grade militaire de général de division. 
Inhumé près de la rivière d'Orbigo (Espagne), il est écrit cette épitaphe sur sa tombe : 
"Ci-git un général couronné par la gloire
et qui dans les combats ne fut jamais vaincu.
Passant, de Valletaux respecte la mémoire
il mourut en héros comme il avait vécu."

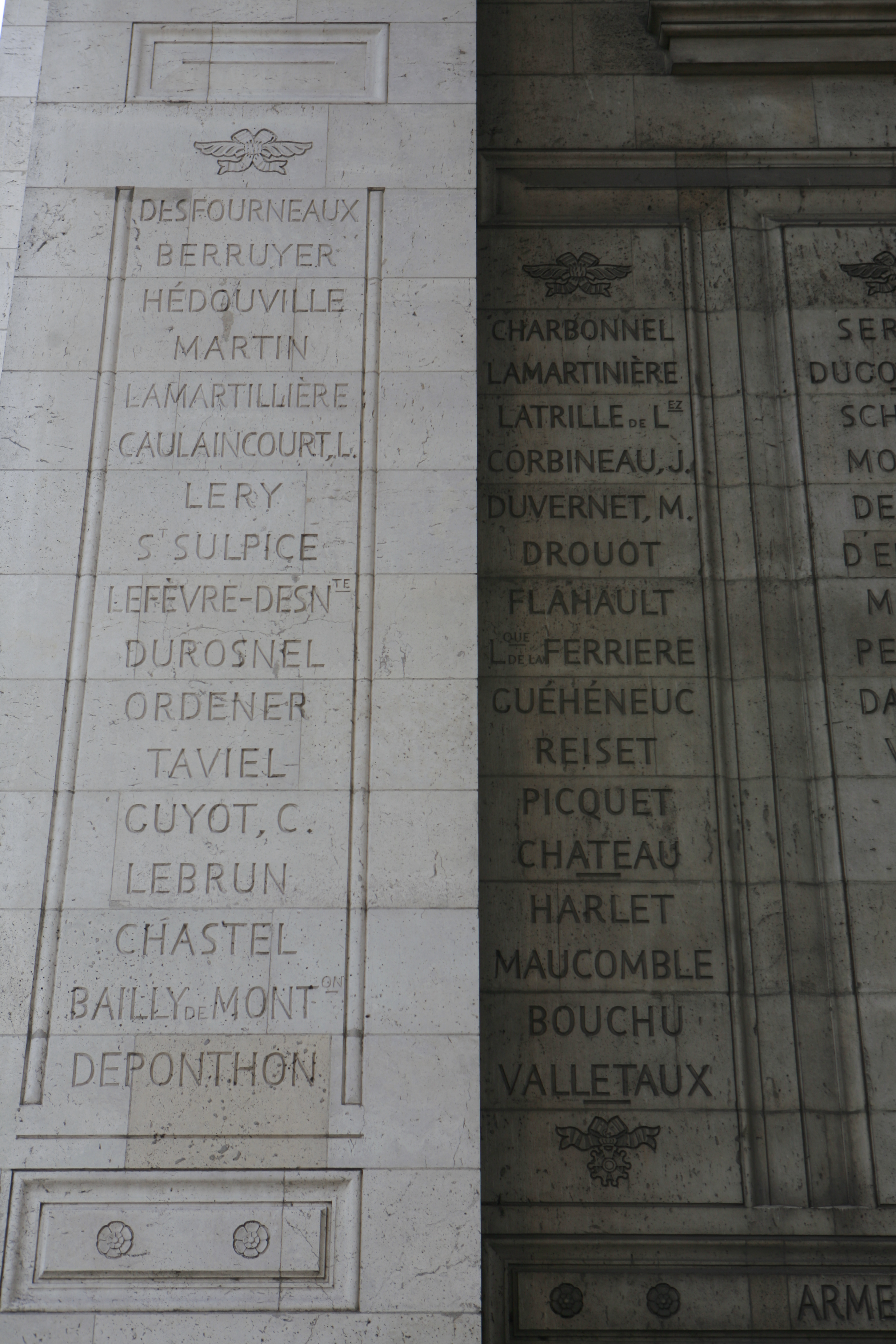
Noms gravés sous l'arc de triomphe de l'Étoile : pilier Ouest, 31e et.

## Citations
"Soldats ! Vous n'avez qu'une ressource, c'est de mourir en braves gens, en passant sur le corps de ces bandits. Allons, tambours, la charge, en avant la baïonnette !", et il vainquit en tombant au champ d'honneur...

## Distinctions
- Il fait partie des 660 personnalités à avoir son nom gravé sous l'arc de triomphe de l'Étoile. Il apparaît sur la 32e colonne (l’Arc indique « VALLETAUX »).